# Сиверс, Пётр Иванович
Пе́тер Си́верс (Пётр Ива́нович) (нем. Peter von Sivers; 1674, Штаде — 1740, Санкт-Петербург) — российский военный и государственный деятель голштинского происхождения, адмирал (1727).

## Биография
Родился в городе Штаде (шведский Бремен). Вскоре после его рождения семья переехала в Копенгаген и его отец поступил капитаном в датскую военно-морскую службу.
Петер Сиверс поступил в датский военно-морской флот в четырнадцатилетнем возрасте, и к 1703 году дослужился до звания подпоручика.

## Служба в России
В 1704 году поступил на русскую военно-морскую службу и был послан в Архангельск, а оттуда на Олонецкую верфь. В июле 1705 года он уже командовал в эскадре вице-адмирала Крюйса шнявою «Фалк» и принял участие в обороне Котлина от шведов. В дальнейшем он командовал рядом кораблей Балтийского флота, в 1712 году заведовал экипажскими делами в петербургском адмиралтействе.
Пётр I отправил его в Ревель для укомплектования пришедших туда английских кораблей, а позже он был назначен командиром Ревельского порта. Император, а впоследствии и императрица Екатерина I, жаловали честного и преданного военачальника. Весной 1714 года он был произведён в капитан-командоры; шаутбенахт с 1719, вице-адмирал с 1721, адмирал с 1727 года; 21 мая 1725 года был награждён орденом Св. Александра Невского. 
С 3 ноября 1724 года был главным командиром Кронштадтского порта. С 1 ноября 1727 года вице-президент, а с 10 ноября 1728 года — президент Адмиралтейств-коллегии. С 28 декабря 1728 года был презусом Комиссии для суда над адмиралом Змаевичем. Также, с 17 января 1730 года снова был главным командиром Кронштадтского порта.
В 1732 году, 18 февраля, был несправедливо отстранён от должности и сослан в свои имения в Кексгольмский уезд, где находился до 1740 года; 9 января ему было позволено по его прошению приехать для лечения в Санкт-Петербург. Здесь он и умер 10 (21) мая 1740 года. Его жена подала прошение в Адмиралтейств-коллегию о выдаче ей заслуженного прежде её мужем жалованья, и по постановлению Кабинета ей было выдано 1900 рублей. Елизавета Петровна, вступив на престол, вспомнила об этом сподвижнике её отца и 10 августа 1744 года повелела: «Жене адмирала Сиверса Софии Елисавете Нумерс и детям ее отдать в вечное владение вместо заслуженного мужем ее жалованья лифляндскую мызу Екзекали и кронштадтский флагманский каменный дом». 
За время своей службы Сиверс командовал следующими кораблями:
- 14-пушечной шнявой «Фалк» (1705—1706);
- 24-пушечным фрегатом «Кроншлот» (1707—1709);
- 50-пушечным кораблём «Виктория» (1713);
- 70-пушечным кораблём «Леферм» (1714—1715);
- 60-пушечным кораблём «Св. Екатерина» (1716);
- 64-пушечным кораблём «Москва» (1717—1718).

## Семья
Жена (с 3 декабря 1706) — София Елизавета Нумерс (1682 — 03.02.1755, Хитола), дочь капитана Густава Лоренца Петра фон Нумерса (ок. 1640 — 1701) и Доротеи Корнелии (Лунетты) фон Кнорринг (1652 или 1657 — 1738). Их дети:
- Иоганн Густав (1707—1711)
- Пётр (1709—1711)
- Герхард Карл (1710—1743), подпоручик.
- Доротея Корнелия (1711—1747), в замужестве фон Эссен
- Иоганн Густав (1713—1734)
- Фридрих Вильгельм (26.05.1716, Ревель — 3.01.1781, Эйсекулль);  его сын — Фёдор Фёдорович фон Сиверс (1748—1823), внук — Владимир Карлович фон Сиверс (1789—1862)
- Анна София Констанция (1717—1778); 4 июля 1745 года в Санкт-Петербурге вышла замуж за барона Иоганна Абрахама Фридриха фон Скотта (1714—1779).